# Pinheirão
Het Centro Poliesportivo Pinheiro (kortweg 'Pinheirão') is een multifunctioneel stadion in Curitiba, een stad in Brazilië.
Het stadion werd geopend in 1985. Aanvankelijk was het de bedoeling er een veel groter stadion van te maken, maar uiteindelijk was er plaats voor 28.000 toeschouwers. Dat was direct na de bouw ongeveer 45.000 toeschouwers. Het recordaantal staat op 44.475, dat aantal werd bereikt op 11 juni 1998 tijdens de wedstrijd tegen Atlético Paranaense.
Het stadion wordt vooral gebruikt voor voetbalwedstrijden, de voetbalclub Paraná Clube maakte gebruik van dit stadion. In 2003 speelde het Braziliaanse voetbalelftal nog een kwalificatiewedstrijd voor het wereldkampioenschap voetbal van 2010, maar in 2006 werd het gesloten.